# William O'Dwyer
William O'Dwyer (né le 11 juillet 1890, mort le 24 novembre 1964) est un homme politique américain, membre du Parti démocrate qui fut le 90e maire de New York de 1946 à 1950.

## Biographie
D'origine irlandaise, O'Dwyer naît dans le comté de Mayo en Irlande, avant de migrer aux États-Unis en 1910, après avoir abandonné ses études religieuses. Il travaille dans un premier temps comme ouvrier, puis comme policier de New York. Parallèlement, il poursuit des études de droit à l'université Fordham, dont il est diplômé en 1923.
Son frère Jim O'Dwyer devient membre de la Brigade des pompiers de New York et il est tué en sortant d'une fausse alarme d'incendie tandis que son autre frère, John O'Dwyer, est abattu tout en aidant un policier à procéder à une arrestation.
Le maire suppléant Joseph McKee nomme Bill comme magistrat en 1932 et il commence une bataille contre le crime organisé : la mort tragique de ses frères étaient encore fraîche dans son esprit. Il mène ensuite une carrière de juriste, avant de devenir juge dans un tribunal de Brooklyn. Les poursuites qu'il engage par la suite contre le syndicat du crime Murder Incorporated en font une célébrité nationale.
Après sa défaite face au maire républicain sortant Fiorello LaGuardia, et à cause du début de la Seconde Guerre mondiale O'Dwyer s'engage dans l'armée, où il devient  général de brigade. En 1945, il reçoit le soutien des démocrates du Tammany Hall ce qui lui permet de remporter largement les élections. Le jour de sa prise de fonctions, il chante « It's a Great Day for the Irish », c'est-à-dire « C'est un grand jour pour les Irlandais ». C'est lui qui crée l’Office of City Construction Coordinator (Bureau du coordinateur des constructions de la ville), et qui nomme Robert Moses à ce poste. Il lutte activement pour obtenir la construction du siège de l'ONU à Manhattan, approuve pour la première fois un budget de 1 milliard de dollars de la ville, et fait passer le prix du ticket de métro de cinq à dix cents. En 1948, il reçoit la médaille d'or de la Hundred Year Association of New York en reconnaissance de « ses contributions remarquables pour la ville de New York. ». Comme de nombreux hommes politiques, magistrats et policiers de New York durant les années 1940, il est proche du chef mafieux Frank Costello, qu'il rencontre dans son appartement.
O'Dwyer est réélu en 1949, mais peu de temps après sa réélection, il est impliqué dans un scandale de corruption de la police, révélé par le procureur du Kings County, Miles McDonald. Il démissionne ainsi le 31 août 1949, et est nommé ambassadeur au Mexique par le président Truman. Il retourne à New York en 1951 pour répondre à des questions au sujet de son association avec des figures du crime organisé. Il démissionne de son poste d'ambassadeur le 6 décembre 1952, mais reste au Mexique, à l'abri des autorités, jusqu'en 1960.
Le frère de William O'Dwyer, Paul O'Dwyer, fut également un homme politique new-yorkais, en tant que président du New York City Council de 1974 à 1977.
William O'Dwyer meurt à New York le 24 novembre 1964, à l'âge de soixante-quatorze ans. Il est enterré au cimetière national d'Arlington.